# Izva
Izva (vitryska: Ізва) är ett vattendrag i Belarus.   Det ligger i voblasten Hrodna voblast, i den västra delen av landet, 140 km väster om huvudstaden Minsk.
I omgivningarna runt Izva växer i huvudsak blandskog. Runt Izva är det ganska glesbefolkat, med 34 invånare per kvadratkilometer.